# Petrică Cărare
Petrică Cărare (ur. 22 maja 1963 w Ivăneşti) – rumuński zapaśnik walczący w stylu klasycznym. Dwukrotny olimpijczyk. Czwarty w Seulu 1988 i dziewiąty w Barcelonie 1988. Startował w kategorii 68 kg.
Trzykrotny uczestnik mistrzostw świata; czwarty w 1990. Zdobył dwa srebrne medale na mistrzostwach Europy, w 1988 i 1990 roku.
- Turniej w Seulu 1988

Pokonał Markusa Pittnera z Austrii, Douga Yeatsa z Kanady, Edmundo Ichillumpa z Peru i Węgra Attilę Repke. Przegrał z Lewonem Dżulfalakianem z ZSRR i Finem Tapio Sipilą.
- Turniej w Barcelonie 1992

Wygrał z Dougiem Yeatsem z Kanady, a przegrał z Węgrem Attilą Repką i Francuzem Ghani Yalouzem.